# Статфилд-Пик
Статфилд-Пик (англ. Stutfield Peak) — горная вершина на северной оконечности Колумбийского ледникового поля в национальном парке Джаспер (Альберта, Канада). Расположен в 6 км к северо-западу от горы Китченер в хребте Уинстона Черчилля Канадских Скалистых гор. Имеет две вершины — Статфилд-Ист и Статфилд-Уэст, последний выше на 50 м.

## Название
В 1899 году альпинист Дж. Норман Колли назвал гору в честь Хью Статфилда, который поднимался вместе с Колли во время исследования канадских Скалистых гор. Ледник Статфилд был также назван в честь Хью Статфилда и проходит к юго-востоку от пика в Колумбийском ледниковом поле.

## Климат
По классификации Кёппена Статфилд-Пик находится в субарктической климатической зоне с холодной снежной зимой и умеренным летом. Зимние температуры могут быть ниже −20 °C, при жёсткости погоды — ниже −30 °C.

## Галерея

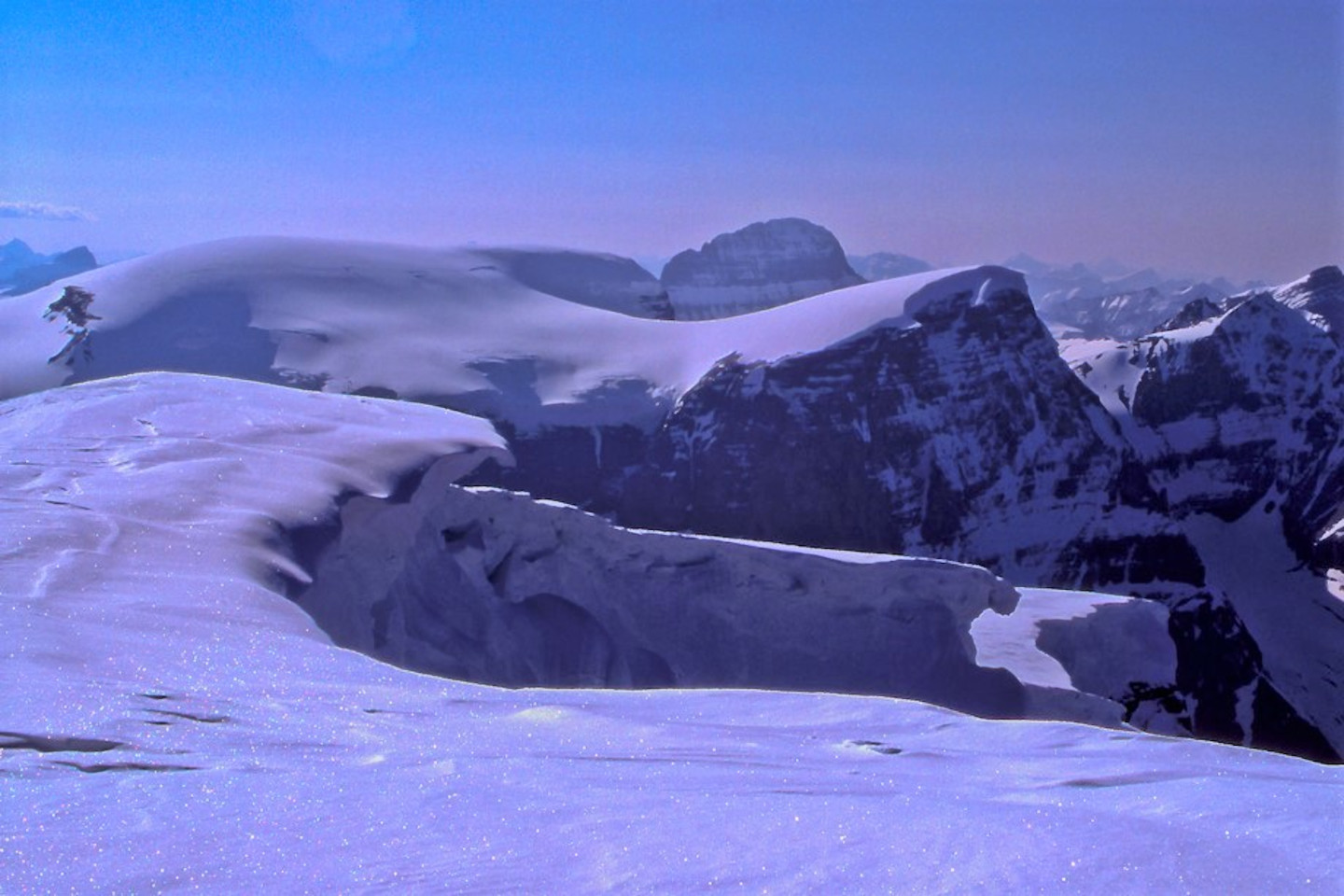
Западная и восточная вершины Статфилд-Пик. На заднем плане видна гора Альберта
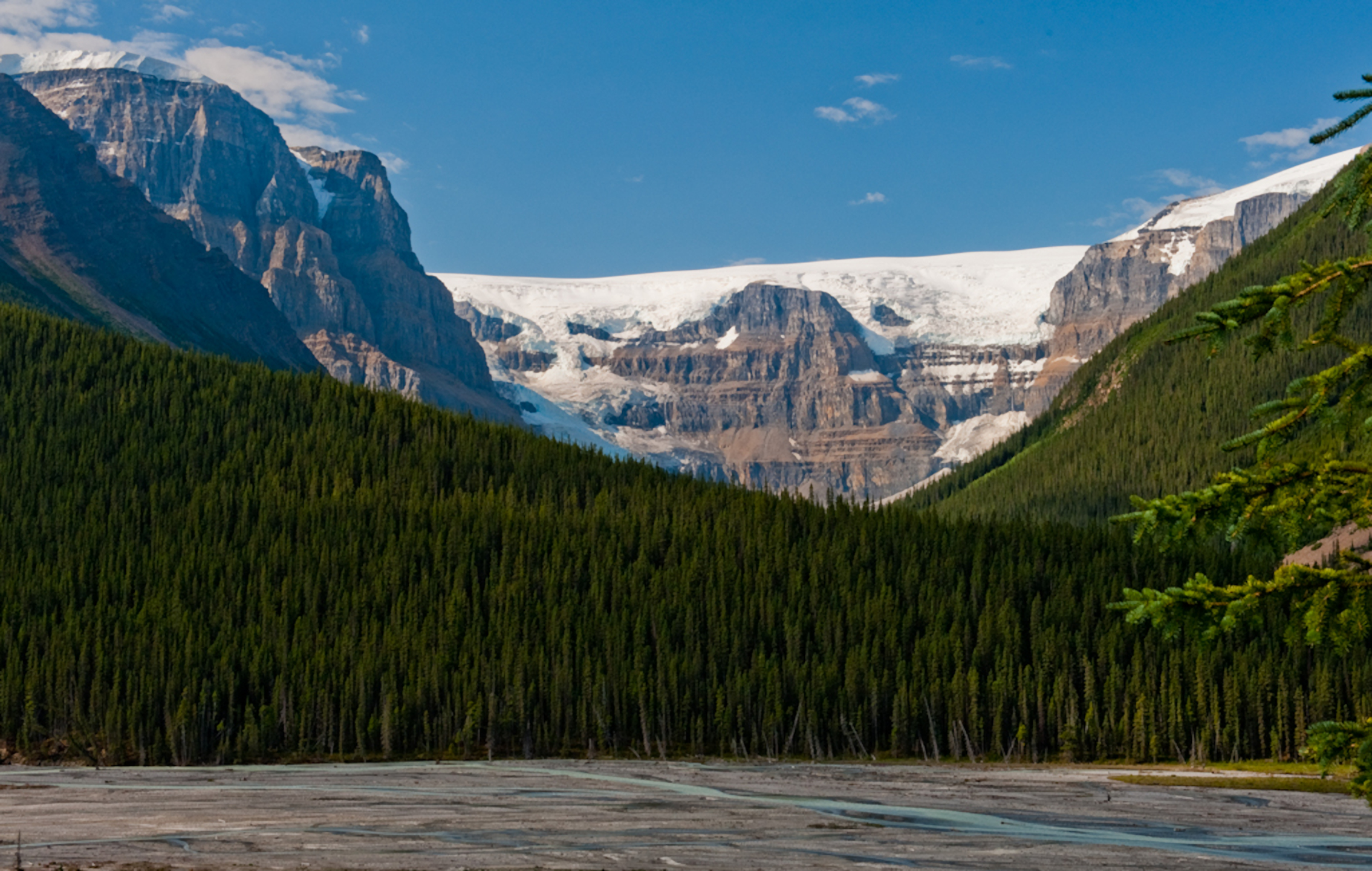
Ледник Статфилд от Айсфилд-Паркуэй